# Лоуи, Роберт Генрих
Роберт Генрих Ло́уи (нем. Robert Heinrich Löwe, англ. Robert Harry Lowie; 1883—1957) — американский этнограф австрийского происхождения, изучавший быт и культуру северо-американских индейцев, один из основоположников современного народоведения.
Член Национальной академии наук США (1931).

## Биография
Роберт Лоуи родился 12 июня 1883 в Вене. В 1893 его семья переезжает в США, где будущий учёный заканчивает Нью-Йоркский университет (1901), а позже и Колумбийский университет, со степенью доктора философии под руководством Ф. Боаса. В 1909 году становится ассистентом куратора Американского музея естественной истории, позже в 1917 — ассистентом профессора Калифорнийского университета. С 1925 года вплоть до своей отставки в 1950 году, он был профессором антропологии (этнографии) в Беркли, где наряду с А. Л. Крёбером был видным учёным этнографической науки.
Р. Лоуи организовал многочисленные экспедиции в районе Великих равнин, а также записал много сведений о племенах арикара, шошонов, манданов, племён хидатса, и других индейских народов Северной и Южной Америки.
Роберт Лоуи был противником эволюционизма, особенно против теории Л. Моргана, так учёный утверждал, что «…если есть законы социальной эволюции, он (историк) должен, конечно, открыть их; но есть ли они, это ещё нужно выяснить, и его (историка) исследовательская позиция остается непоколебленной в случае их отсутствия…».

Оценивая вклад Роберта Лоуи в этнографию, С. А. Токарев пишет: 
Надо сказать, однако, что наряду с серьёзными критическими замечаниями по адресу упрощенных эволюционистских схем у самого Лоуи также есть немало и неосновательных и скороспелых выводов. Многие из них объясняются, видимо, его стремлением во что бы то ни стало опровергать Моргана. Гиперкритицизм и тенденциозный агностицизм Лоуи дал повод некоторым новейшим исследователям назвать его полушутя «чемпионом научного пораженчества».

### Оригинальные издания
- Societies of the Arikara Indians, (1914)
- Dances and Societies of the Plains Shoshones, (1915)
- Notes on the social Organization and Customs of the Mandan, Hidatsa and Crow Indians, (1917)
- Culture and Ethnology, (1917)
- Plains Indian Age Societies, (1917)
- Myths and Traditions of the Crow Indians, (1918)
- The Matrilineal Complex, (1919)
- Primitive Society, (1919)
- The religion of the Crow Indians, (1922)
- The Material Culture of the Crow Indians, (1922)
- Crow Indian Art, (1922)
- Psychology and Anthropology of Races, (1923)
- Primitive Religion, (1924)
- The Origin of the State, (1927)
- The Crow Indians, (1935)
- History of Ethnological Theory, (1937)
- The German People, (1945)
- Social Organization, (1948)
- Towards Understanding Germany, (1954)
- Robert H. Lowie, Ethnologist; A Personal Record, (1959)

### Переводы на русский язык
- Лоуи Р. Происхождение государства / Перевод с англ. А. Снигирова, под научной редакцией М. Черновой. — М.: Издательский дом «Дело» РАНХиГС, 2023. — 128 с. — ISBN 978-85006-488-4
- Лоуи Р. Цивилизованны ли мы? Взгляд на человеческую культуру. Перевод с англ. А. Снигирова, под научной редакцией М. Черновой. — М.: Издательский дом «Дело» РАНХиГС, 2024. — 358 с. — ISBN 978-85006-524-9